# 戴德
戴德（？—？），西汉後期魏郡斥丘人（今河北省邯郸市成安县北乡义），汉代今文經学的开创者。
戴德活跃于汉元帝时（前43年一前33年），作《大戴礼记》。而制定《小戴礼记》的戴圣是戴德之姪子，戴仁之子。
戴圣与叔父戴德两人被后人合称为大小戴。